# Octopus stictochrus
Octopus stictochrus is een inktvissensoort uit de familie van de Octopodidae. De wetenschappelijke naam van de soort werd voor het eerst geldig gepubliceerd in 1971 door Voss.